# Franz Exner
Franz Exner (Vienna, 9 agosto 1881 – Monaco di Baviera, 1º ottobre 1947) è stato un criminologo tedesco.

## Vita
Exner proveniva da una famiglia accademica. Suo padre Adolf Exner, professore di diritto (1841-1894), e sua sorella Marie Exner (madre dello zoologo e premio Nobel Karl von Frisch) è stata in stretta amicizia con Gottfried Keller. il nonno Franz Serafin Exner, professore di filosofia a Vienna, fu un riformatore della scuola austriaca.
Dopo essere stato istruito privatamente nei suoi primi quattro anni di scuola, Exnerha visitato Vienna, dove nel 1900 con ha conseguito la laurea in legge.
Dopo un anno di leva militare nell'esercito austro-ungarico, Exner ha studiato legge a Vienna e a Heidelberg. Ha terminato gli studi dopo i tre esami di Stato nel 1906 con il grado di Dottore in giurisprudenza ed ha svolto la pratica forense presso l'ufficio giudiziario a Vienna. Divenuto docente nel 1910, fu successivamente professore a Vienna (1912), Praga (1916), Tubinga (1919) e Lipsia (1921). Il 1º aprile 1933, ha accettato un incarico come professore di Diritto Penale e criminologia alla Ludwig-Maximilians University di Monaco di Baviera.
Franz Exner è stato dal 1911 membro del Comitato Nazionale Austriaco della Associazione Internazionale ''Forensic Association'' (IRR). Dal 1933 faceva parte della Confederazione nazionalsocialista dei giuristi tedeschi, ma non fu mai un membro del Partito Nazionalsocialista Tedesco dei Lavoratori. A differenza di molti suoi colleghi accademici Exner mantenne la sua cattedra a Monaco di Baviera quindi anche dopo l'8 maggio 1945 in seguito all'“epurazione” nel corso della quale è stato classificato come un politico “non collaborazionista”. Quando morì nel 1947, è stato riconosciuto uno dei pochi criminologi che ha studiato e insegnato in quattro differenti sistemi politici: da quella austriaca Austro-ungarica alla Repubblica di Weimar, dal Terzo Reich, al tempo dell'occupazione alleata.
Degni di nota sono ancora Exner i suoi contatti con la criminologia americana, in particolare con Edwin H. Sutherland, con il quale ha avuto, alla fine degli anni venti, una corrispondenza epistolare. Exner ha intrapreso durante il semestre estivo 1934 un lungo viaggio di studio negli Stati Uniti dove si è incontrato personalmente con Thorsten Sellin e Ernest W. Burgess. La sua esperienza con gli Stati Uniti, specialmente nelle prigioni locali e sulla ricerca criminologica lo ha indotto a scrivere Forensic: un viaggio in America (pubblicato nel 1935 nella European Journal of Penal Science ZStW).
Exner è stato il direttore di "Trattati Forensi" (1926-1941) e dal 1936 - insieme con gli avvocati Rudolf Sieverts e i medici Hans Reiter e Hans Burger-Prinz, co-direttore di "Rivista mensile di psicologia criminale e riforma della legge penale". Nel 1937 fu terzo presidente della "Società Criminale Biologica". Poi stabilì una collaborazione interdisciplinare di criminologia in ambito accademico sulla crimino-biologia e sull'Amministrazione di promozione di autorità e organizzazione..

## Opere
- Die Ehrbeleidigung durch falsche Anzeige. In: Fünf strafrechtliche Abhandlungen. Carl Stooß gewidmet. Wien 1907, S. 58–75.
- Das Wesen der Fahrlässigkeit. Leipzig und Wien 1910.
- Was ist Kriminalpolitik? In: Österreichische Zeitschrift für Strafrecht. 30, 1912, S. 275–282.
- Die Theorie der Sicherungsmittel. Berlin 1914
- Die Kriminalpolitik des schweizerischen Strafgesetzentwurfes. In: Schweizerische Zeitschrift für Strafrecht. 30, 1917, S. 189–201.
- Gesellschaftliche und staatliche Strafjustiz. In: Zeitschrift für die gesamte Strafrechtswissenschaft. 40, 1919, S. 1–29.
- Über Gerechtigkeit im Strafmaß. Tübingen 1920.
- Die bessernden und sichernden Maßregeln im deutschen Entwurf von 1919 unter Mitberücksichtigung des schweizerischen Entwurfs von 1918. In: Schweizerische Zeitschrift für Strafrecht. 34, 1921, S. 183–198.
- Gerechtigkeit und Richteramt. Leipzig 1922.
- Die psychologische Einteilung der Verbrecher. In: Schweizerische Zeitschrift für Strafrecht. 38, 1925, S. 1–22.
- Krieg und Kriminalität. Leipzig 1926.
- Zur Praxis der Strafzumessung. In: Monatsschrift für Kriminalpsychologie und Strafrechtsreform. 17, 1926, S. 365–374.
- Krieg und Kriminalität in Österreich. Wien 1927.
- Der Vollzug der bessernden und sichernden Maßnahmen. In: Lothar Frede, Max Grünhut (Hrsg.): Reform des Strafvollzugs. Kritische Beiträge zu dem Amtlichen Entwurf eines Strafvollzugsgesetzes. Berlin, Leipzig 1927.
- Strafrecht und Moral. In: 44. Jahrbuch der Gefängnisgesellschaft der Provinz Sachsen und Anhalt. 1928, S. 19–44.
- Mord und Todesstrafe in Sachsen 1855–1927. In: Monatsschrift für Kriminalpsychologie und Strafrechtsreform. 20, 1929, S. 1–17.
- Das Borstal-System. In: Monatsschrift für Kriminalpsychologie und Strafrechtsreform. 21, 1930, S. 473–480.
- Referat: Die Bekämpfung des Berufsverbrechertums. In: Mitteilungen der Internationalen Kriminalistischen Vereinigung, Neue Folge. 5, 1931, S. 34–56.
- Zur klinischen Methode im kriminalwissenschaftlichen Unterricht. In: Monatsschrift für Kriminalpsychologie und Strafrechtsreform. 22, 1931, S. 613–616.
- Studien über die Strafzumessungspraxis der deutschen Gerichte. Leipzig 1931.
- Die Reichskriminalstatistik für 1930. In: Monatsschrift für Kriminalpsychologie und Strafrechtsreform. 24, 1933, S. 424–426.
- Development of the Administration of Criminal Justice in Germany. In: Journal of Criminal Law and Criminology. 24, 1933/1934, S. 248–259.
- Amerikanische Strafgesetzgebung gegen das Gewohnheitsverbrechertum. In: Monatsschrift für Kriminalpsychologie und Strafrechtsreform. 25, 1934, S. 436–440.
- Das System der sichernden und bessernden Maßnahmen nach dem Gesetz vom 24. November 1933. In: Zeitschrift für die gesamte Strafrechtswissenschaft. 53, 1934, S. 629–655.
- Richter, Staatsanwalt und Beschuldigter im Strafprozeß des neuen Staates. In: Zeitschrift für die gesamte Strafrechtswissenschaft. 54, 1935, S. 1–14.
- Kriminalistischer Bericht über eine Reise nach Amerika. In: Zeitschrift für die gesamte Strafrechtswissenschaft. 54, 1935, S. 345–393 und S. 511–543.
- Kriminalsoziologie. In: A. Elster, H. Lingemann: Handwörterbuch der Kriminologie. Band 2. Berlin, Leipzig 1936, S. 10–26.
- Aufgaben der Kriminologie im neuen Reich. In: Monatsschrift für Kriminalpsychologie und Strafrechtsreform. 27, 1936, S. 3–16.
- Bemerkungen zu Stumpfl: Erbanlage und Verbrechen. Kriminalistische Bemerkungen. In: Monatsschrift für Kriminalpsychologie und Strafrechtsreform. 27, 1936, S. 336–339.
- mit Johannes Lange: Die beiden Grundprobleme der Kriminologie. In: Monatsschrift für Kriminalpsychologie und Strafrechtsreform. 27, 1936, S. 353–374.
- Über Rückfall-Prognosen. In: Monatsschrift für Kriminalpsychologie und Strafrechtsreform. 27, 1936, S. 401–409.
- Die Prognose bei Rückfalls-Verbrechern. In: Mitteilungen der Kriminalbiologischen Gesellschaft. 5, 1937, S. 43–54.
- Bemerkungen zu dem vorstehenden Aufsatz von Dr. H. Trunk über „Soziale Prognosen an Strafgefangenen“. In: Monatsschrift für Kriminalbiologie und Strafrechtsreform. 28, 1937, S. 227–230.
- Die Reichskriminalstatistik von 1934 und die Entwicklung der Kriminalität seit der nationalen Revolution. In: Monatsschrift für Kriminalbiologie und Strafrechtsreform. 29, 1938, S. 336–343.
- Die mittellosen Wanderer vor den Strafgerichten. In: Bayerischer Landesverband für Wanderdienst, München (Hrsg.): Der nichtseßhafte Mensch. Ein Beitrag zur Neugestaltung der Raum- und Menschenordnung im Großdeutschen Reich. München 1938, S. 89–95.
- Volkscharakter und Verbrechen. In: Monatsschrift für Kriminalbiologie und Strafrechtsreform. 29, 1939, S. 404–421.
- Gutachten zum Thema: Organisation der Verbrechensvorbeugung in den verschiedenen Ländern. In: Römischer Kongreß für Kriminologie. Berlin 1939, S. 303–308.
- Kriminalbiologie. Hamburg 1939. 2. Auflage 1944. 3. Auflage: Kriminologie. Berlin 1949.
- Die Verordnung zum Schutz gegen jugendliche Schwerverbrecher. In: Zeitschrift für die gesamte Strafrechtswissenschaft. 60, 1941, S. 335–353.
- Wie erkennt man den gefährlichen Gewohnheitsverbrecher? In: Deutsche Justiz. 11, 1943, S. 377–379.
- Sinnwandel in der neuesten Entwicklung der Strafe. In: Festschrift für Eduard Kohlrausch. 1944, S. 24–43.
- Strafverfahrensrecht. Berlin, Heidelberg 1947.